# Albert de Roos
Albertus de Roos (Amsterdam, 12 januari 1900 – Baarn, 22 januari 1978) was een Nederlands politicus. Hij was in de jaren na de Tweede Wereldoorlog de lokale leider van de Partij van de Arbeid in Amsterdam en wethouder aldaar.

## Loopbaan
De Roos groeide op in een onderwijzersgezin en was na het volgen van de Rijkskweekschool in Haarlem aanvankelijk zelf ook onderwijzer op een lagere school. Vanaf 1921 studeerde hij Nederlands recht aan de Gemeentelijke Universiteit in Amsterdam en na het afronden van deze studie trad hij als ambtenaar op de afdeling onderwijs in dienst van de gemeente Amsterdam. Tijdens zijn studententijd was hij voorzitter van de Sociaal-Democratische Studentenclub en in 1925 werd De Roos lid van de Sociaal Democratische Arbeiders Partij (SDAP). Namens deze partij kwam hij in 1938 in de Provinciale Staten van Noord-Holland.
In 1946 verruilde hij zijn baan als ambtenaar voor een carrière als politicus. Namens de net opgerichte Partij van de Arbeid werd hij gemeenteraadslid en wethouder in Amsterdam. Tevens keerde hij terug in de Provinciale Staten. Als wethouder was De Roos belast met onderwijs, jeugdzorg, sport en kunstzaken. Hij was in Amsterdam de voorman van de PvdA en was bij de gemeenteraadsverkiezingen van 1946, 1949, 1953 en 1958 lijsttrekker. In 1956 werd hij tevens in de Eerste Kamer der Staten-Generaal gekozen, waar hij namens de PvdA-fractie woordvoerder onderwijs en verkeer en waterstaat was. Naast zijn politieke loopbaan had De Roos verschillende maatschappelijke functies. Hij was onder andere algemeen voorzitter van de Vereniging voor Volksonderwijs, voorzitter van de Kunstraad in Amsterdam, voorzitter van de Jeugdraad in Amsterdam en lid van de Culturele Raad Noord-Holland.
In het najaar van 1962 legde hij de meeste van zijn functies neer. Hij werd vervolgens benoemd tot lid van de Raad van State, wat hij tot 1975 bleef. De Roos overleed in 1978 in Baarn, waar hij de laatste jaren van zijn leven woonde.
Het Wethouder de Roosplein in de wijk Gein in Amsterdam Zuidoost is naar hem vernoemd in een buurt waar de straten zijn vernoemd naar voormalige wethouders van Amsterdam.

## Persoonlijk
De Roos was van 1927 tot zijn overlijden in 1978 getrouwd met Corrie Oudegeest (1899-1998). Zij was van 1956 tot 1963 lid van de Tweede Kamer namens de PvdA. Hij was een schoonzoon van politicus Jan Oudegeest.
In 1956 werd De Roos onderscheiden als Ridder in de Orde van de Nederlandse Leeuw en in 1972 als Commandeur in de Orde van Oranje-Nassau.
- Biografisch Portaal: 99827762
- Parlement.com: vg09ll68q5zc